# 李少红
李少红（1955年7月17日—），女，山东文登人，生于江苏苏州，中国导演。

## 生平
李少紅生于苏州，在北京长大。1969年北京市十一学校高中毕业参军入伍，在四川省军区独立步兵第2师服役，曾過電影放映員。1978年，考入北京电影学院导演系78级本科班。
1988年，因首次獨力執導的電影《銀蛇謀殺案》票房大獲成功而廣受矚目。其後，包括《四十不惑》、《紅粉》等片亦陸續獲獎。1995年，李少紅與知名製片人曾念平、李曉婉成立北京荣信达影视艺术有限公司，並在其後簽下周迅、陳坤和歸亞蕾等演員。1996年，李少紅轉戰電視圈，開始執導多部膾炙人口的電視劇，如《大明宮詞》、《橘子紅了》等劇，風格唯美、富有詩意，被認為是一位開創了「新人文劇」的女性導演。

## 家庭
母亲是金淑琪，曾担任上海电影制片厂导演。丈夫曾念平。

## 作品

### 电影

#### 執導
- 《包氏父子》
- 《出门挣钱的人》
- 《清水湾，淡水湾》
- 1988年 《银蛇谋杀案》（The Case of the Silver Snake）
- 1992年 《血色清晨》（Bloody Morning）
- 1992年 《四十不惑》（Family Portrait）
- 1994年 《红粉》（Blush）
- 1997年 《红西服》（Red Suit）
- 2004年 《恋爱中的宝贝》（Baober in Love）
- 2005年 《生死劫（英语：Stolen Life (2005 film)）》
- 2005年 《人在北京》（电视电影）
- 2005年 《绝对隐私》（电视电影）
- 2007年 《门》（The Door）
- 2019年 《妈阁是座城》
- 2019年 《解放·终局营救》

#### 监制
- 2020年 《蕃薯浇米》

### 电视剧
- 1996年 《雷雨》
- 1998年 《大明宫词》
- 2001年 《橘子红了》
- 2005年 《买办之家》
- 2007年 《荣归》
- 2010年 《红楼梦》
- 2014年 《茧镇奇缘》
- 2021年《大宋宫词》

## 外部連結
- （中文） 李少红 （页面存档备份，存于）在新浪微博的頁面